# Muszajrifa Kiblijja (Hims)
Muszajrifa Kiblijja (arab. مشيرفة قبلية) – wieś w Syrii, w muhafazie Hims. W 2004 roku liczyła 348 mieszkańców.